# Bottenwil
Bottenwil é uma comuna da Suíça, no Cantão Argóvia, com cerca de 806 habitantes. Estende-se por uma área de 5,10 km², de densidade populacional de 158 hab/km². Confina com as seguintes comunas: Staffelbach, Uerkheim, Wikon (LU), Wiliberg, Zofingen.
A língua oficial nesta comuna é o Alemão.